# Grădina din Rama
Grădina din Rama (1991) (titlu original The Garden of Rama) este un roman de Gentry Lee și Arthur C. Clarke. Este a treia carte din seria Rama, începută de Clarke cu romanul Rendez-vous cu Rama, un mare succes în rândul cititorilor și al criticii.

## Intriga
Nicole des Jardins, Richard Wakefield și Michael O'Toole își continuă călătoria către adâncul spațiului la bordul cilindrului extraterestru Rama II. De-a lungul voiajului Nicole are trei fete cu Richard: Simone, Katie și Ellie. Îngrijorată în legătură cu viitorul micii comunități, Nicole încearcă să îmbunătățească aportul genetic al tinerei generații făcând doi copii și cu Michael, băieții Benji și Patrick. Gestul ei atrage gelozia lui Richard, care pleacă timp de doi ani și trăiește singur în Rama. Când revine la familie, se dovedește că a fost subiect de experimente al uneia dintre rasele extraterestre de la bordul lui Rama II, octopăianjenii, dar nu-și poate aminti aproape nimic despre acea perioadă.
După o călătorie de doisprezece ani, Rama II ajunge în vecinătatea stelei Sirius, unde se află Baza de Tranzit ramană. Acolo, oamenii sunt testați psihologic timp de un an și apoi se îmbarcă la bordul unui vehicul cilindric și trimiși înapoi spre Pământ. La bordul lui Rama se construiește un habitat care poate adăposti până la 2.000 de ființe umane, iar Nicole și companionii primesc misiunea de a convinge omenirea să trimită un contingent reprezentativ care să locuiască în Noul Eden, cum este denumită localitatea. Reprezentantul ramanilor, un robot pe care călătorii îl numesc Vulturul, le explică faptul că se încearcă crearea unei baze de date care să însumeze cunoștințe despre toate obiectele și rasele din galaxie. Înainte de plecare, oamenilor li se cere să lase un cuplu reproductibil la baza de Tranzit, pentru a se putea asigura perpetuarea speciei în caz că misiunea Rama este sortită eșecului. Pentru a se asigura cea mai mare șansă de reușită din punct de vedere genetic, cei doi aleși să rămână sunt Simone și Michael.
Restul oamenilor pornesc spre Pământ în stare de animație suspendată. Dacă la adulți procesul întârzie îmbătrânirea, la copii doar o încetinește, astfel încât, la sosirea la destinație, Katie, Benji, Patrick și Ellie sunt deja adolescenți sau au trecut de 20 de ani. Pe orbita planetei Marte, Rama întâlnește trei nave trimise de pe Pământ, la bordul cărora se află oamenii ceruți de mesajul trimis de Nicole de la Baza de Tranzit înainte de plecarea lui Rama. Pentru a se asigura dorita reprezentativitate a întregii omeniri, printre coloniștii Noului Eden se numără și o serie de persoane condamnate la închisoare, unele pentru greșeli minore, altele pentru comportament deviant grav.
După un prim an în care Nicole și cei mai de seamă membrii din rândul coloniștilor încearcă să pună bazele unei comunități utopice, o parte dintre foștii deținuți își reiau vechile activități și pun mâna pe putere, destabilizând complet viața socială și ecologia Noului Eden. Mai mult, ei sunt dornici de expansiune și părăsesc comunitatea, intrând în alt habitat aflat la bordul lui Rama, cel al aviarilor care-i salvaseră viața lui Nicole în timpul misiunii Newton. Aviarii și simbioții lor, niște creaturi sesile, sunt lipsiți de apărare în fața oamenilor și, astfel, are loc un genocid. Richard părăsește Noul Eden și se alătură aviarilor, care îi cer să aibă grijă de viitoarea lor generație, ajutându-l să se retragă în „orașul” New York - o structură de clădiri cu un scop neînțeles de către oameni, situată pe o insulă din mijlocul Oceanului Cilindric de pe Rama. Acolo, Richard supraveghează eclozarea noilor pui și creșterea lor, în timp ce populația aviară și sesilă sunt măcelărite de oameni.
În Noul Eden, situația este critică. Răufăcătorii au pus mâna pe putere și au instaurat o dictatură militară. Considerată un dușman al noului regim, Nicole este condamnată la moarte.

### Capitolele cărții
- 1 - Jurnalul lui Nicole
- 2 - La Baza de Tranzit
- 3 - Rendez-vous marțian
- 4 - Epitalam
- 5 - Procesul

## Lista personajelor
- Nicole des Jardins Wakefield - medic și ofițer biolog în misiunea Newton, fostă atletă de performanță; este pe jumătate negresă Senoufo, viziunile determinând-o să plece în cosmos cu Rama II
- Richard Wakefield - astronom și inginer electronist cu o inteligență ieșită din comun, pasionat de realizarea mini-roboților; se căsătorește cu Nicole des Jardins la bordul lui Rama II
- Michael O'Toole - general american de aviație, catolic practicant, plecat pe Rama II împreună cu Nicole și Richard și rămas la Baza de Tranzit ramană
- Simone Wakefield - fiica cea mare a lui Nicole și Richard, se căsătorește cu Michael la Baza de Tranzit și rămâne acolo împreună cu el
- Katie Wakefield - fiica mijlocie a lui Nicole și Richard, o fire rebelă și nonconformistă; în Noul Eden își părăsește familia și se alătură clanului lui Nakamura, care controlează traficul de droguri și prostituția
- Benji O'Toole - fiul cel mare al lui Nicole și Michael, are un ușor retard mental
- Patrick O'Toole - fiul cel mic al lui Nicole și Michael, păstrează cele mai strânse relații cu Katie dintre toți membrii familiei
- Ellie Wakefield - fiica cea mai mică a lui Nicole și Richard, concepută după absența de doi ani a acestuia, timp în care a fost subiect al experimentelor octopăianjenilor
- Vulturul - creație artificială cu chip de vultur a ramanilor, gazda pământenilor pe parcursul sejurului lor din Baza de Tranzit
- Eponine - franțuzoaică, fostă deținută de pe Pământ trimisă pentru a face parte din populația de pe Rama; devine profesoara lui Ellie și se îmbolnăvește de o boală a mușchiului cardiac provocată de retrovirusul RV-41
- Kenji Watanabe - japonez dintr-o familie aristocrată, devine unul dintre conducătorii Noului Eden până la asasinarea sa
- Nai Buatong Watanabe - profesoară tailandeză, devine soția lui Kenji
- Nakamura - prieten din copilărie al lui Ken, închis pentru afaceri ilegale, este ajutat de Kenji să ajungă în Noul Eden unde pune bazele unui imperiu mafiot care preia puterea
- Ian Macmillan - comandanul scoțian al uneia dintre navele care-i aduce pe pământeni la bordul lui Rama, devine marioneta politică a lui Nakamura
- Piotr Mîșkin - judecător rus care devine unul dintre conducătorii Noului Eden până la asasinarea sa
- Max Puckett - fermier din Arkansas, devine unul dintre apropiații familiei Wakefield în Noul Eden
- Robert Turner - strălucit medic cardiolog, condamnat pe Pământ pentru uciderea celui care i-a asasinat soția și copiii; pe Noul Eden devine soțul lui Ellie Wakefield
- Kimberly - fostă deținută americană, prietenă cu Eponine, dorința de a-și trăi viața la maxim o duce la excese care-i vor ruina viața

## Opinii critice
Romanul a avut parte de o primire mixtă din partea cititorilor și a criticii. Dacă unii au fost de părere că „nu are aceeași forță ca primele două cărți” și „ridică mai multe probleme decât rezolvă”, alții o consideră „cea mai bună carte de până acum [din serie]”, remarcând însă că „deși prezintă caracterizări [ale personajelor], îi lipsește puțin din strălucirea fină a lui Arthur C. Clarke”. Același aspect este sesizat și de Publishers Weekly, care spune că „din păcate, stilul inconfundabil al lui Clarke lipsește” și critică dur lipsurile cărții: „În principiu, cartea suferă de un dezechilibru între ceea ce se petrece pe scenă și în afara ei. Personaje minore sunt construite cu detalii minuțioase doar pentru a fi ignorate ulterior. Evenimente majore care au captat interesul cititorului sunt sărite, apoi rezolvate într-o singură frază. Interesul pentru interacțiunea cu tehnologia avansată a extratereștrilor este ignorat”.
Ossus Library consideră că „începutul și sfârșitul cărții sunt interesante [dar] secțiunea mediană putea fi complet evitată”. SF Book Reviews apreciază că „Grădina din Rama are momentele ei bune, dar în cea mai mare parte este o prostie”, în timp ce SF Reviews.net este de părere că „atunci când e bună, cartea e chiar bună. Dar în mod cert seria merita să fie mult mai bună decât este”.